# Onthophagus variolaris
Onthophagus variolaris là một loài bọ cánh cứng trong họ Bọ hung (Scarabaeidae).